# 八凱
八凱，有文獻稱為八愷，是指蒼舒、隤凱、擣演、大臨、尨降、庭堅、仲容和叔達。據史料記載，他們是共工（又名黑帝顓頊）時代的才子。他們「齊聖廣淵，明允篤誠」，所以天下人都稱他們為「八凱」。